# Vinter-OL 2014
Vinter-OL 2014, officielt de XXII Olympiske Vinterlege (engelsk: XXII Olympic Winter Games, fransk: Les XXIIes Jeux olympiques d'hiver), eller de 22. olympiske vinterlege, var et stort multisportsarrangement, der blev afviklet i Sotji, Rusland.
Legene blev afviklet mellem den 7. til den 23. februar 2014, mens kvalifikationerne i kunstskøjteløb, skiløb og snowboard, blev afviklet d. 6. februar 2014, der var dagen før åbningsceremonien. Både de olympiske lege og de paralympiske lege 2014 bliver arrangeret af Sochi Organizing Committee (SOC). Sotji blev udvalgt som værtsby i juli 2007. Det skete ved den 119. IOC Session, der blev afholdt i Guatemala City. Det er de første olympiske lege i Rusland, siden Sovjetunionens fald i 1991. Sovjetunionen var værtsland for sommer-OL i 1980, der blev afviklet i Moskva.
Der blev konkurreret i totalt 98 forskellige discipliner indenfor 15 sportsgrene. Der er blevet tilføjet en række nye discipliner − samlet set 12, herunder skiskydning mix-stafet, kvindernes skihop, mix-team kunstskøjteløb, mix-team kælk, halfpipe freestyleski, ski og snowboard slopestyle og snowboard parallel slalom. Konkurrencerne blev afviklet omkring to forskellige event centre; en olympisk park (OL-byen) i Imeretinskaja-dalen, der ligger i udkanten af Sotji ved kysten af Sortehavet. Her finder man Fisjt olympiske stadion og alle de indendørs konkurrencer indenfor gå-afstand. Udendørsaktiviteter, såsom alpint skiløb og langrend, blev afviklet ved skisportsstedet Krasnaja Poljana, der ligger 40 km nordvest for OL-byen.
Vinter-OL er et mindre arrangement end sommer-OL, men vinter-OL i Sotji kostede i omegnen af 278,6 milliarder kroner. De 47,5 mia. kr. gik til opgradering af områdets infrastruktur, med 13 km tunneller, nyt vejnet og jernbaner. Forrige vinter-OL (Vancouver) kostede i alt 49,5 mia. kr., mens de hidtil dyreste olympiske lege var Beijing i 2008 på 256 milliarder kroner. Trenden var ellers at udgifterne til OL blev skruet ned, eksempelvis kostede OL i London kun 75,9 mia. kr.
Valget af Rusland som værtsland, har været kontroversielt i flere kredse. Det skyldes blandt andet den omfattende korruption, der har fået medansvaret for de massive budgetoverskridelser. Der har været flere bekymringer omkring sikkerheden samt menneskerettighederne for lesbiske, bøsser, biseksuelle og transkønnede (LGBT) atleter og tilskuere. Det sker på baggrund af den russiske lovgivning, der pålægger enhver, der »taler positivt om utraditionelle seksuelle relationer«, en bøde. Det har ført til demonstrationer over hele verden. Legene har modtaget flere trusler fra islamistiske terrorgrupper i Nordkaukasus, der mener at vinter-OL er propaganda fra præsidenten, Vladimir Putin.

## Valg af Sotji
IOC udnævnte på 119. Internationale Olympiske Komite-møde i Guatemala City den 5. juli 2007 den russiske by Sotji til værtsby foran Pyeongchang i Sydkorea og Salzburg i Østrig. I forbindelse med valget af Sotji som værtsby afholdt den russiske præsident Vladimir Putin en følelsesladet anbefalingstale (hans første offentlige tale på engelsk).

## Olympiske anlæg
De olympiske anlæg i Sotji er anbragt i "Mountain Cluster" og "Coastal Cluster" med cirka 40 km afstand.

### Mountain Cluster
Omkring vintersportsbyen Krasnaja Poljana og skisportsstedet Roza Khutor er der anbragt de sportsanlæg, der kræver naturlige højdeforskelle.
- RusSki Gorki – Skihopsbakke (kombinerer ordene "Rus" og "Ski" til Русский, 'russkij' for russisk)
- Roza Khutor – Alpint skiløb, Freestyle og Snowboard (Rozadalen ligger i Aibga-højderyggen)
- Sanki bobslæde- og kælkebane – Bobslæde, kælk og skeleton.
- Laura skiskydnings- og langrendscenter – Langrend og skiskydning.

### Coastal Cluster
I Sotjiforstaden Adler afholdes de indendørs sportsgrene, og her er den ene olympiske by.
- Fisjt olympiske stadion – Åbnings- og afslutningsceremonier. (ligner et Fabergé-æg). Stadionet skal senere bruges til VM i fodbold 2018.
- Ice Cube-curlingcenter – Curling (ligner en curlingsten)
- Sjajba-arenaen – Ishockeystadion (Шайба betyder 'ishockeypuck', og arenaen ligner en puck)
- Bolsjoj-iskuppel – Ishockeystadion (Большой betyder 'stor', og kuplen forestiller en frossen vanddråbe)
- Iceberg skøjtepalads – Kunstskøjteløb og Short track.
- Adler-arenaen – Hurtigløb på skøjter (opkaldt efter forstaden Adler)[5]